# 銀點棘花鮨
銀點棘花鮨，又稱銀點棘花鱸、長臂棘花鱸，為輻鰭魚綱鱸形目鱸亞目鮨科的其中一種，分布於印度西太平洋區，從東非至斐濟，北從日本南部、南迄澳洲新南威爾斯海域，棲息深度6-75公尺，體長可達3.5公分，生活在沿海沙石底質海域，為底棲性魚類，屬肉食性，生活習性不明。

## 擴展閱讀
維基物種上的相關：銀點棘花鮨